# Schönegg bei Pöllau
Schönegg bei Pöllau est une ancienne commune autrichienne du district de Hartberg en Styrie.